# Juana Soto
María Juana Soto Santana es una deportista mexicana que compitió en atletismo adaptado. Ganó catorce medallas en los Juegos Paralímpicos de Verano entre los años 1980 y 1992.

## Palmarés internacional
| Juegos Paralímpicos | Juegos Paralímpicos                                | Juegos Paralímpicos | Juegos Paralímpicos |
| Año                 | Lugar                                              | Medalla             | Prueba              |
| ------------------- | -------------------------------------------------- | ------------------- | ------------------- |
| 1980                | Arnhem (Países Bajos)                              | Medalla de oro      | 60 m 5              |
| 1980                | Arnhem (Países Bajos)                              | Medalla de oro      | 800 m 5             |
| 1980                | Arnhem (Países Bajos)                              | Medalla de oro      | 1500 m 5            |
| 1980                | Arnhem (Países Bajos)                              | Medalla de oro      | 4 × 60 m 2-5        |
| 1984                | Nueva York ( EE. UU.) Stoke Mandeville ( R. Unido) | Medalla de oro      | Maratón 5           |
| 1984                | Nueva York ( EE. UU.) Stoke Mandeville ( R. Unido) | Medalla de oro      | Pentatlón 5         |
| 1984                | Nueva York ( EE. UU.) Stoke Mandeville ( R. Unido) | Medalla de plata    | 5000 m 5            |
| 1984                | Nueva York ( EE. UU.) Stoke Mandeville ( R. Unido) | Medalla de bronce   | 100 m 5             |
| 1984                | Nueva York ( EE. UU.) Stoke Mandeville ( R. Unido) | Medalla de bronce   | 1500 m 5            |
| 1988                | Seúl (Corea del Sur)                               | Medalla de oro      | 100 m 5-6           |
| 1988                | Seúl (Corea del Sur)                               | Medalla de oro      | 400 m 5-6           |
| 1988                | Seúl (Corea del Sur)                               | Medalla de plata    | 200 m 5-6           |
| 1988                | Seúl (Corea del Sur)                               | Medalla de plata    | 4 × 200 m 2-6       |
| 1992                | Barcelona (España)                                 | Medalla de bronce   | 4 × 100 m TW3-4     |